# Доходный дом А. П. Снегирёвой
Доходный дом А. П. Снегирёвой — памятник архитектуры, расположенный в городе Москве.

## История
Во второй половине XIX века участок, на котором в настоящее время расположены два здания, принадлежал русскому музыкальному издателю Петру Ивановичу Юргенсону. Оба строения были возведены в 1912 году архитектором Владимиром Дмитриевичем Глазовым. Усадьбой № 9 владел Г. П. Юргенсон, а трёхэтажные палаты находились в собственности зятя Петра Ивановича, врача и профессора МГУ К. В. Снегирёва. В стенах здания располагалась глазная клиника, в которой в 1914 году лечился девятилетний Михаил Шолохов, впоследствии упомянувший о докторе Снегирёве в своём романе «Тихий Дон».
После Октябрьской революции владение К. В. Снегирёва было национализировано, но он всё равно вплоть до конца 1920-х годов проживал в особняке и вместе с тем содержал свою лечебницу.
Затем в СССР в доме разместились коммунальные квартиры. В 1948 году коммуналки, в которых проживало 16 семей, были расселены, а здание реконструировано, на что было затрачено более миллиона рублей, изъятых, предположительно, из средств МГБ СССР. До своего ареста 12 июля 1951 года в особняке проживал министр государственной безопасности СССР В. С. Абакумов. Вскоре здание перешло в собственность КГБ.
В настоящее время в строении расположен один из офисов Службы внешней разведки РФ. Доходный дом А. П. Снегирёвой является одним из исторически ценных градоформирующих объектов.

## Архитектура
Неоклассическое здание с удивительной композицией, увенчанное карнизом раскрепованного ордера с гладким аттиком, имеет три этажа. Основными элементами декора служат полукруглые эркеры, окружённые вытянутыми полуколоннами коринфского ордера, балконы, маскароны над арочными окнами первого этажа с выгнутыми рамами, присущими модерну. Вход обладает характерными чертами эпохи Возрождения.